# Hässleholm község
Hässleholm község (svédül: Hässleholms kommun) Svédország 290 községének egyike. 
A mai község 1974-ben jött létre.

## Települései
A községben 17 település található:
| Település    | Népesség | Megjegyzés         |
| ------------ | -------- | ------------------ |
| Hässleholm   |          | a község székhelye |
| Tyringe      |          |                    |
| Vinslöv      |          |                    |
| Bjärnum      |          |                    |
| Sösdala      |          |                    |
| Vittsjö      |          |                    |
| Hästveda     |          |                    |
| Tormestorp   |          |                    |
| Stoby        |          |                    |
| Sjörröd      |          |                    |
| Finja        |          |                    |
| Vankiva      |          |                    |
| Ballingslöv  |          |                    |
| Emmaljunga   |          |                    |
| Mala         |          |                    |
| Västra Torup |          |                    |

## Külső hivatkozások
- Hivatalos honlap